# Seulberg
Seulberg is een plaats in de Duitse gemeente Friedrichsdorf, deelstaat Hessen.